# Phyllobrotica blakeae
Phyllobrotica blakeae är en skalbaggsart som beskrevs av Hatch 1971. Phyllobrotica blakeae ingår i släktet Phyllobrotica och familjen bladbaggar. Inga underarter finns listade i Catalogue of Life.